# معبد تشيتشن إيتزا

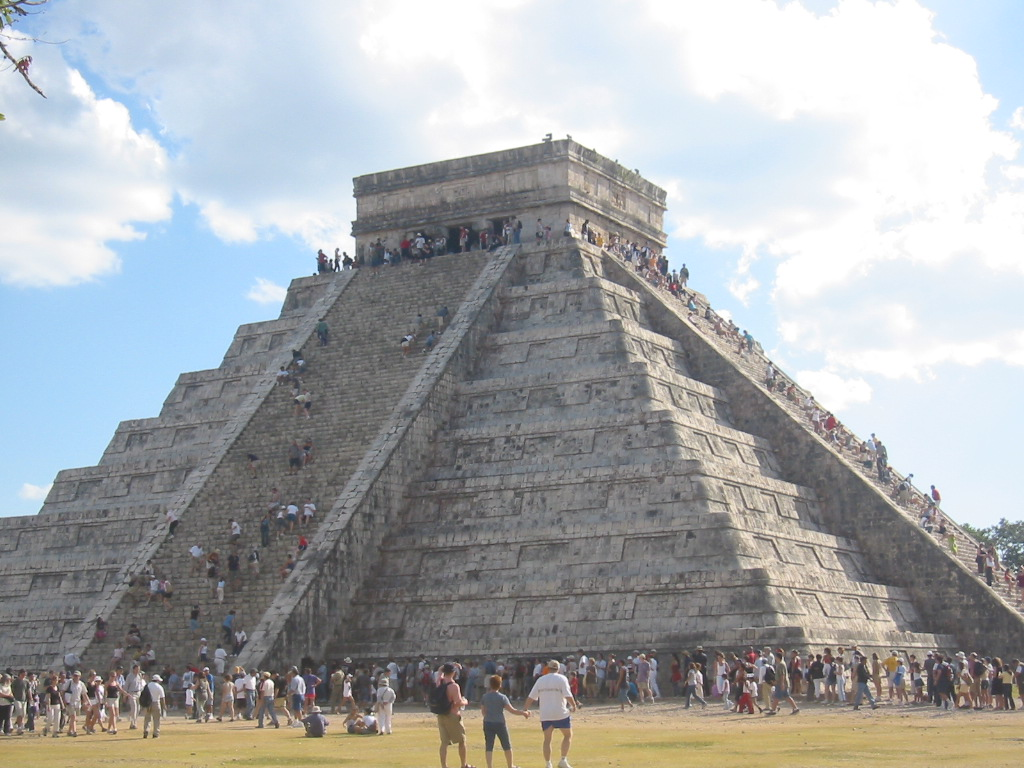
معبد تشيتشن إيتزا

معبد تشيتشن إيتزا أو كما يطلق بالأسبانية El Castillo, Chichen Itza يعني قصر تشيتشن إيتزا. وقد تم بناؤه من قبل قبائل تولتك (Toltec). وذلك بين الفترتين 9 إلى 12 ميلادي. وقد كان مرصداً للمقاتلين ومعبداً للقبيلة، حيث كانوا يعتقدون بأن قلة الأمطار بسبب أن آلهتهم غاضبة عليهم ويجب أن يقدموا قرباناً لها.
وطريقة القربان لديهم بشعة ومقرفة، حيث يجتمع كبير المقاتلين وملك القوم وكاهنهم وبعض الحرس وأبناء الملك في رأس الهرم، ثم يأتوا بعبيد استعبدوا عن طريق الغزو ويوضعون على مكان مرتفع في رأس الهرم ويأتي الكاهن ويقرأ التراتيل والتعويذات ومن ثم يهوي بسكينة على صدر العبد ويشقه ويكسر الضلوع ويقطع الشرايين عن القلب ثم يخرجها، والضحية لا تزال حية، ومن ثم يهوي أحد الحراس بفأس على رأس الضحية فيقطعه ويهوي به من أعلى الهرم ومن ثم يهوي بالجسم من أعلى الهرم وهناك من يستلم الرأس بطريقة بهلوانية في أسفل الهرم، ومن ثم يقوم الكاهن بوضع القلب على مشب أو موقد ليشتعل القلب ويحترق وبهذا يكون قد قدم القربان إلى آلهتهم.
ويوجد في المعبد منحوتات ورسومات لإلههم.
ويبلغ ارتفاع المعبد حوالي 24 متراً إضافة إلى 6 أمتار عبارة عن رأس المعبد، كما يبلغ طول ضلع قاعدة المعبد حوالي 55,3 متراً.